# Danny Kallis
Pour les articles homonymes, voir Kallis.
Danny Kallis (13 mars 1957 à Los Angeles aux États-Unis - ) est un producteur et scénariste américain de télévision.
Il a créé les séries télévisées La Vie de palace de Zack et Cody et La Vie de croisière de Zack et Cody.